# Supermercati GS
Generale Supermercati S.p.A. (nota come Supermercati GS) è stata una società della grande distribuzione alimentare italiana, operante su larga scala nel territorio nazionale fino alla fine del 2010, quando il marchio GS è stato sostituito dall'insegna Carrefour.

## Storia

### Anni sessanta
Il 3 maggio 1960 Marco Brunelli e Guido Caprotti fondano a Roma la Romana Supermarkets S.p.A. e nel maggio del 1961 viene aperto il primo supermercato a Roma nell'ex mensa del Villaggio Olimpico. Nell'ottobre 1962 la sede legale viene trasferita a Roma.
Nel 1966 Brunelli e Caprotti vendono il controllo del gruppo, cedendo una quota pari al 60% alla società SME, allora del gruppo IRI. La società venne rinominata Società Generale Supermercati (SGS) con lo scopo di aprire supermercati in tutta Italia.

### Anni settanta e ottanta
La SGS acquista nel 1972 la SIAS - Società Italo Americana Supermarkets, che operava con il marchio Supermercati Stella. Nel 1975 la SME acquisisce il restante 40% della società.. Nel 1975 nasce la SI.CO e con lei la formula del discount alimentare con insegna SUPER SCONTO, che avrà la sua piena e massima espansione in Liguria, interessando anche Lombardia, Piemonte e Campania. Dal 1975 al 1994 l'espansione della SGS avviene attraverso l'apertura di nuovi punti vendita, anche in altre regioni e, soprattutto, con l'acquisizione di altre catene di distribuzione quali la Conti di Torino nel 1989 e Extramarket nel 1990.

### Anni novanta
Nel 1991 viene aperto il primo ipermercato del gruppo con insegna Ipermondo a Roma nel centro commerciale La Romanina, gestito dalla Serio S.p.A., mentre due anni dopo si avvia il franchising GS, successivamente nel 1994 vengono acquisite la Serio e la Lira Supermercati di Genova, mentre l'anno successivo apre il primo Iperstore GS a Gallarate nel centro commerciale Malpensa Uno.
Schemaventuno, la società finanziaria di Del Vecchio e Benetton acquista nel 1995 la SME e, conseguentemente, le sue controllate, fra cui SGS che nel frattempo ha acquistato da Fininvest gli ipermercati a insegna Euromercato. Due anni dopo avviene la fusione tra SGS, SME e Schemaventuno da cui nasce il Gruppo GS, che rinnova il suo logo e che, nello stesso anno, firma un accordo con il gruppo francese Promodès, permettendo a GS di controllare Gruppo G di Torino (Famiglia Garosci) che detiene, fra gli altri, anche l'insegna Dì per Dì, nonché di estendere in Italia l'insegna Continente per gli ipermercati già sperimentata in Piemonte. Con lo stesso accordo GS entra in partecipazione con Finiper.
Successivamente, nell'aprile 1997, i cinque Extramarket vengono trasformati in Iperstore GS. Il 1998 è l'anno dell'ingresso nel business dell'ingrosso con l'acquisizione delle insegne Docks Market e Grossiper; intanto anche i supermercati Mega diventano supermercati GS.

### Anni 2000
Il 16 marzo 2000 Carrefour, secondo gruppo mondiale della grande distribuzione che aveva preso il controllo di Promodès, acquisisce il 100% del Gruppo GS, che diventa così GS S.p.A. Un anno dopo, si estende a livello nazionale l'insegna piemontese Dì per Dì, destinandola soprattutto ai punti di vendita di vicinato e all'affiliazione di piccole superfici indipendenti, e viene lanciato il marchio "1" per i prodotti a basso costo.
A fine 2007, a seguito della riorganizzazione internazionale di Carrefour, si è deciso di dismettere gradualmente le insegne Dì per Dì, assegnando l'insegna GS alle superfici più grandi e l'insegna GS Express a quelle più piccole. Parallelamente gli Iperstore GS, ovvero le superfici assimilabili a ipermercati, hanno ricevuto l'insegna Carrefour, che designa gli ipermercati di dimensioni minori (attorno ai 2600 m²).
In seguito, in linea con gli orientamenti del mercato francese, vi è stato un cambio di strategia: le superette Dì per Dì hanno assunto l'insegna Carrefour Express (entro il 2010), mentre anche i supermercati GS sono diventati Carrefour Market. I mini iper invece hanno mantenuto la denominazione Carrefour. I primi cambi di insegna sono avvenuti a partire da fine 2009 ed hanno inizialmente riguardato, per quanto riguarda le superette, alcune importanti città del Nord Italia (Milano, Torino e Genova) e per i supermercati Milano e il suo hinterland convertendo l'intera rete entro la fine del 2010. La denominazione GS rimane solo a livello legale nella società GS S.p.A., che sopravvive a fianco di Carrefour Italia S.p.A..

### Possibile rilancio
Dopo l'acquisizione di Carrefour Italia da parte di NewPrinces, il gruppo ha annunciato di voler rilanciare il marchio GS.

## Loghi storici

1966-1985
1985-1997
1997-2008
2008-2010

## Presenza sul territorio italiano
Il gruppo, prima che Carrefour Italia ne dismettesse le insegne, contava 439 supermercati e 29 tra Iperstore, Superstore e Spesaidea. La controllata Dì per Dì contava 995 superette.

## Insegne controllate
- GS Supermercati
- GS Superstore
- Iperstore GS
- GS SpesaIdea
- Express GS
- GS insieme a (Franchising)
- Dì per Dì Supermercato
- Dì per Dì Express
- Docks Market Cash and Carry

## Influenza culturale
Supermercati GS è stata utilizzata come set per riprese di alcuni film:
- nel film Fantozzi alla riscossa (1990) con Paolo Villaggio, Ugo corre euforico dalla Pina per comunicarle di essere stato nominato giudice popolare, di seguito fanno la spesa nel supermercato di Cinecittà a Roma (oggi supermercato Carrefour Market)[14];
- nel film Chiedimi se sono felice (2000) con Aldo, Giovanni e Giacomo, Aldo, Giovanni e Giacomo fanno la spesa per preparare la cena in cui invitano Silvana, Marina e Daniela[15];
- nel film Tu la conosci Claudia? (2004) con Aldo, Giovanni e Giacomo e Paola Cortellesi, mentre fanno la spesa Claudia litiga con Giovanni[16].